# Mario Costa
Mario Costa (Roma, 30 maggio 1904 – Roma, 22 ottobre 1995) è stato un regista italiano, considerato uno specialista nel genere del film operistico, in cui si cimentò soprattutto negli anni quaranta. Lavorò intensamente fino al 1970.

## Biografia
Inizia a lavorare nel cinema negli anni venti occupandosi di varie attività collegate alla produzione, nel montaggio, nella sceneggiatura, nel doppiaggio e nella realizzazione di soggetti originali. Nel 1938 dirige il suo primo documentario Fontane di Roma, mentre la regia del primo lungometraggio è del 1943 con la pellicola La sua strada. Nel dopoguerra sarà uno dei massimi realizzatori di film musicali, tratti direttamente dall'opera lirica, e melodrammi strappalacrime.

## Filmografia
- La freccia nel fianco (1945) - subentrato ad Alberto Lattuada
- La sua strada (1946)
- L'elisir d'amore (1946)
- Il barbiere di Siviglia (1947)
- Follie per l'opera (1948)
- I pagliacci (1948)
- Cavalcata d'eroi (1949)
- Canzone di primavera (1950)
- Trieste mia! (1951)
- Città canora (1952)
- Perdonami! (1953)
- Ti ho sempre amato! (1953)
- Per salvarti ho peccato (1953)
- Pietà per chi cade (1954)
- Gli amori di Manon Lescaut (1954)
- Prigionieri del male (1955)
- Arrivano i dollari! (1957)
- Le belle dell'aria, co-regia di Eduardo Manzanos Brochero (1957)
- Addio per sempre (1957)
- Il cavaliere del castello maledetto (1958)
- Via col... paravento (1958)
- La luce sul monte - documentario (1959)
- I Reali di Francia (1959)
- La Venere dei pirati (1960)
- Il conquistatore di Corinto (1961)
- Gordon, il pirata nero (1961)
- Il figlio dello sceicco (1962)
- Il gladiatore di Roma (1962)
- Il terrore dei mantelli rossi (1963)
- Buffalo Bill - L'eroe del Far West (1964)
- Gli amanti latini (1965)
- La belva (1970)